# ممتاز دولتانه
ممتاز دولتانه (اردو:  میاں ممتاز دولتانہ؛ ۲۰ فوریه ۱۹۱۶ – ۳۰ ژانویهٔ ۱۹۹۵) سیاستمدار اهل پاکستان بود. وی در سال ۱۹۵۷ وزیر دفاع پاکستان بود.